# Юрій Лавриненко
Юрій Лавриненко (нар. 12 червня 1977, Київ, УРСР) — український та американський футболіст, півзахисник.

## Кар'єра гравця
Футбольну кар'єру розпочав у 7-річному віці в молодіжній академії «Динамо» (Київ). Разом з командою виступав на турнірі в Рочестер (Нью-Йорк). Декільком гравцям тієї команди запропонували залишитися у Рочестері. У 1992 році Лавриненко прийняв пропозицію й переїхав до Чилі, Нью-Йорк. Протягом чотирьох років, під час яких Юрій відвідував середню школу, він разом з командою розділив титул переможця чемпіонату штату та потрапив до Команди всіх юних зірок Нью-Йорку. З 1996 по 1999 рік навчався в Університеті Індіани, у цей період виступав за університетську футбольну команду. У 1998 та 1999 роках Юрій відзначався переможними голами, в яких «Гузерс» вигравали NCAA Division I Men's Soccer Championships. У 1999 році потрапив до Команди всіх зірок NCAA All American.
У лютому 2000 року «Чикаго Файр» обрав Лавриненка у третьому раунді Супердрафта під порядковим номером 32. У сезоні 2000 року зіграв 3 матчі в регулярному сезоні, після чого виcтупав в оренді за «Індіана Бласт», «MLS Project 40» та «Мілвокі Ремпедж» з USL A-League. Коли «Файр» під час передсезонної підготовки 2001 року надали Юрію статус вільного агента, «Мілвокі Ремпедж» підписали з українцем 3-річний контракт. По завершенні сезону «Ремпедж» відмовилися від послуг Лавриненка, у 2002 році він приєднався до «Рочестер Ріноз». 25 червня 2004 року отримав статус вільного агента. А через два тижні контракт з Юрієм підписав «Монреаль Імпакт». Сезон завершує в Монреалі, після чого закінчує кар'єру гравця.

## Кар'єра тренера
У липні 2009 року Рочестерський технологічний інститут призначив Лавриненку на посаду помічника головного тренера.